# Tanytarsus iriolemeus
Tanytarsus iriolemeus är en tvåvingeart som beskrevs av Sasa och Suzuki 2000. Tanytarsus iriolemeus ingår i släktet Tanytarsus och familjen fjädermyggor. Inga underarter finns listade i Catalogue of Life.